# گوستاو ویکهایم
گوستاو ویکهایم (انگلیسی: Gustav Wikheim؛ زادهٔ ۱۸ مارس ۱۹۹۳) بازیکن فوتبال اهل نروژ است.
از باشگاه‌هایی که در آن بازی کرده‌است می‌توان به باشگاه فوتبال استرومسگودست، باشگاه فوتبال خنت، و باشگاه فوتبال میتیولن اشاره کرد.